# Exagium

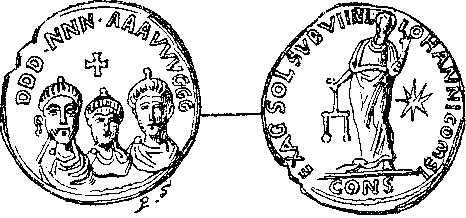
Een opvallend exagium van de keizers Arcadius, Honorius en Theodosius II: rond de keizerlijke bustes leest men DDD NNN AAA VVV GGG (Dominorum nostrorum Augustorum) (rechts) en rond de figuur van Moneta EXAG. SOL. SVB. V. INL. IOHANNI. COM. S. L. - CONS (Exagium solidi sub viro inlustri Iohanni comiti sacrarum largitionum).

Exagium (solidi)  was een muntgewicht, dat waarschijnlijk reeds in Babylon in de 3e eeuw v.Chr. gebruikt met een gewicht van ca. 17 gram. De naam die is afgeleid van het Latijnse werkwoord exigere ("ijken, beproeven"), is afgeleid van de rond of rechthoekige bronzen schijven uit de late keizertijd en het Byzantijnse Rijk, waarop de term exagium solidi of de afkorting II SOL XII (= 2 ons of 12 solidi) was geslagen. Deze werden gebruikt door de exactores auri, die belast waren met het behoud van het gewicht, alsook de zuiverheid van het metaal in de Romeinse munten.
Volgens Kurt Regling zijn de gevonden exagia zeer ongelijk in gewicht. Joseph Hilarius Eckhel (VIII, pp. 513 e.v.) beschrijft ze als volgt: "By the word exagium, especially in the times of Arcadius, Honorius, Theodosius II and Valentinian III, was meant a weight, or a weighing, intended to test the legitimate weight of the Solidus."